# Primož Trubar
Primož Trubar (deutsch Primus Truber; * 9. Juni 1508 in Rašica, heute Gemeinde Velike Lašče in der Unterkrain; † 28. Juni 1586 in Derendingen, heute ein Stadtteil von Tübingen) war ein protestantischer Prediger und gilt als Begründer des slowenischen Schrifttums wie auch der evangelischen Kirche in Slowenien.

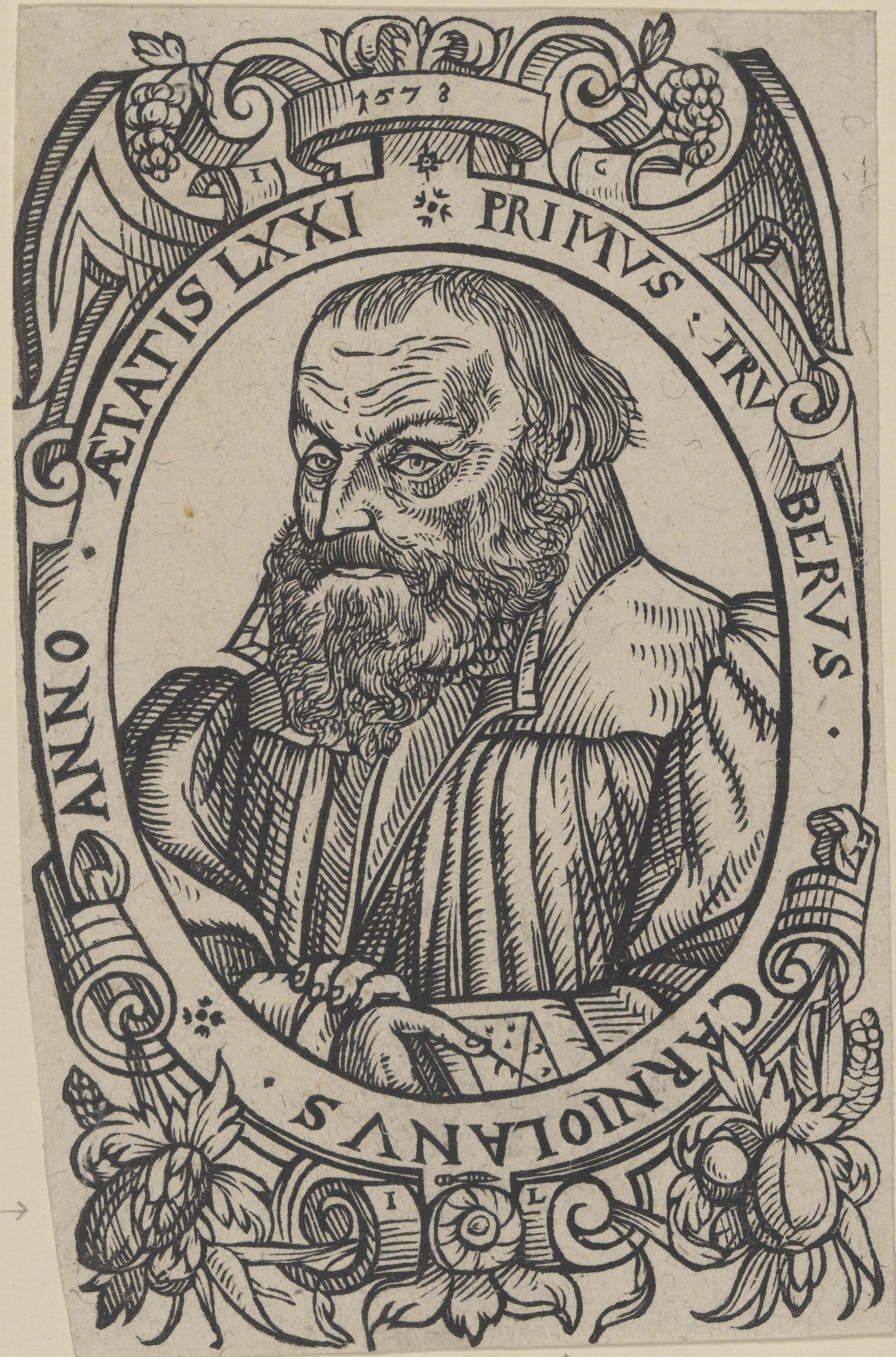
Kupferstich von Primož Trubar

## Leben
Trubar wurde am 9. Juni 1508 als Primož Malnar in Rašica in der Pfarrei Škocjan pri Turjaku/St. Kanzian bei Auersperg in Unterkrain als Sohn eines Zimmermanns und Müllers geboren. Als Jugendlicher nahm er den Familiennamen seiner Mutter Trubar an.

### Jugend
Primož Trubar erfuhr seine Ausbildung in Rijeka (1520, als Zwölfjähriger) und Salzburg. 1524 ging er nach Triest zu Bischof Pietro Bonomo, wo er mit humanistischem Gedankengut und in späterer Folge mit der Reformation in Berührung kam. 1527 kehrte er in die Unterkrain zurück, um in Laak bei Steinbrück Pfarrer zu werden. 1528 immatrikulierte er sich an der Universität Wien, verließ sie jedoch 1530 ohne Abschluss, um in Laško eine Pfarre zu übernehmen.

### Katholischer Pfarrer
Anfang der 1530er-Jahre kam Trubar als einer von vermutlich vier Vikaren des Bischofs Christophorus Rauber an den Laibacher Dom St. Nikolai, wo er in slowenischer Sprache predigte. Er näherte sich allmählich dem Protestantismus an, was ihn mit dem Laibacher Bistum in Zwiespalt brachte, so dass er auf Bonomos Unterstützung angewiesen war. 1540 ging er wieder nach Triest und übernahm dann eine Pfarre in St. Barthelmä, bis er 1547 vom Laibacher Bischof Urban Textor exkommuniziert wurde, was ihn zwang, nach Deutschland zu gehen.

### Protestantischer Pfarrer, Autor und Bibelübersetzer
Er fand Zuflucht bei dem Theologen Veit Dietrich in Nürnberg. Durch dessen Empfehlung bekam er eine Stelle als Diakon in der Spitalkirche Heilig Geist in Rothenburg ob der Tauber, wo er sich von 1548 bis 1552 aufhielt, 1549 seine Frau Barbara heiratete und sein erster Sohn, Primus der Jüngere, geboren wurde. Dort schrieb er die ersten jemals in slowenischer Sprache verfassten Bücher, veröffentlicht 1550 zu Schwäbisch Hall unter dem deutschen Titel Catechismus In der Windischenn Sprach sowie Abecedarium.
Trubar war von 1553 bis 1561 an der Kemptener St.-Mang-Kirche evangelischer Pfarrer und übersetzte dort das Neue Testament aus der Lutherbibel ins Slowenische (siehe auch Jurij Dalmatin und Bibelübersetzung#Slowenisch). Hierbei stand er im Austausch mit dem in Koper geborenen Pietro Paolo Vergerio.
Auf Trubars Anregung hin richtete Hans Ungnad im Stift Urach mit der Uracher Bibelanstalt einen Verlag ein, in dem südslawische Übersetzungen des Neuen Testaments und anderer religiöser Schriften hergestellt wurden. Sogar türkische Übersetzungen waren geplant. Insgesamt veröffentlichte er rund 25 bis 30 slowenische Bücher, darüber hinaus zahlreiche Übersetzungen ins Kroatische (von ihm Crobatische Sprach genannt). Dabei verwendete er sowohl die Glagolitische Schrift als auch das Kyrillische (von ihm Cirulisch genannt). Mitarbeiter waren in dieser Zeit die kroatischen Theologen Stjepan Konzul und Antun Dalmatin.
1561 kehrte Primož Trubar nach Laibach zurück. Als evangelischer Superintendent erstellte er nach württembergischen Vorbild 1564 eine Slowenische Kirchenordnung mit Bestimmungen für Pastoren, Schulen und Gemeinden mit Gebeten und Predigten – die erste lutherische Kirchenordnung der österreichischen Erblande. Vor allem wegen ungeklärter Fragen, etwa zur Prüfung und Bestellung der Prädikanten, blieb die Kirchenordnung allerdings unvollständig – ohne Titelblatt, Vorreden und Widmung. Erzherzog Karl von Innerösterreich sah in der Kirchenordnung eine Beschneidung seiner landesherrlichen Rechte („cuius regio, eius religio“), verbot weitere Drucke und ließ bereits ausgelieferte Exemplare konfiszieren.
Im Jahre 1565 wurde er erneut aus Ljubljana vertrieben und flüchtete wieder nach Deutschland, wo er in Lauffen am Neckar die Pfarre übernahm. Binnen eines Jahres übersetzte er dort die Psalmen. 1567 wurde der Exilant als Pfarrer in Derendingen bei Tübingen eingesetzt, wo er 1586 starb.
Sein Grab befindet sich bis heute in der dortigen evangelischen St.-Gallus-Kirche und wird häufig von slowenischen Gruppen besucht, die in ihm den Reformator und/oder den Sprachbegründer ehren.

Primož Trubar auf der Rückseite der slowenischen 1-Euro-Münze

## Rezeption und Würdigung
Der slowenische Schriftsteller Drago Jančar bezieht sich in seiner Erzählung Feuer aus dem Erzählband Die Erscheinung von Revenska (2001) auf eine Episode aus der Studienzeit Trubars in Wien. Der junge Theologiestudent (Scholar) schildert in seiner Anstellung als Universitätschronist die Ereignisse rund um die öffentliche Verbrennung des als Häretiker (Täufer) verurteilten Balthasar Hubmair und gibt gleichsam einen Ausblick in seine eigene Zukunft als Prediger, Schriftgelehrter und einflussreicher Vertreter der Reformation in der Unterkrain (Slowenien).

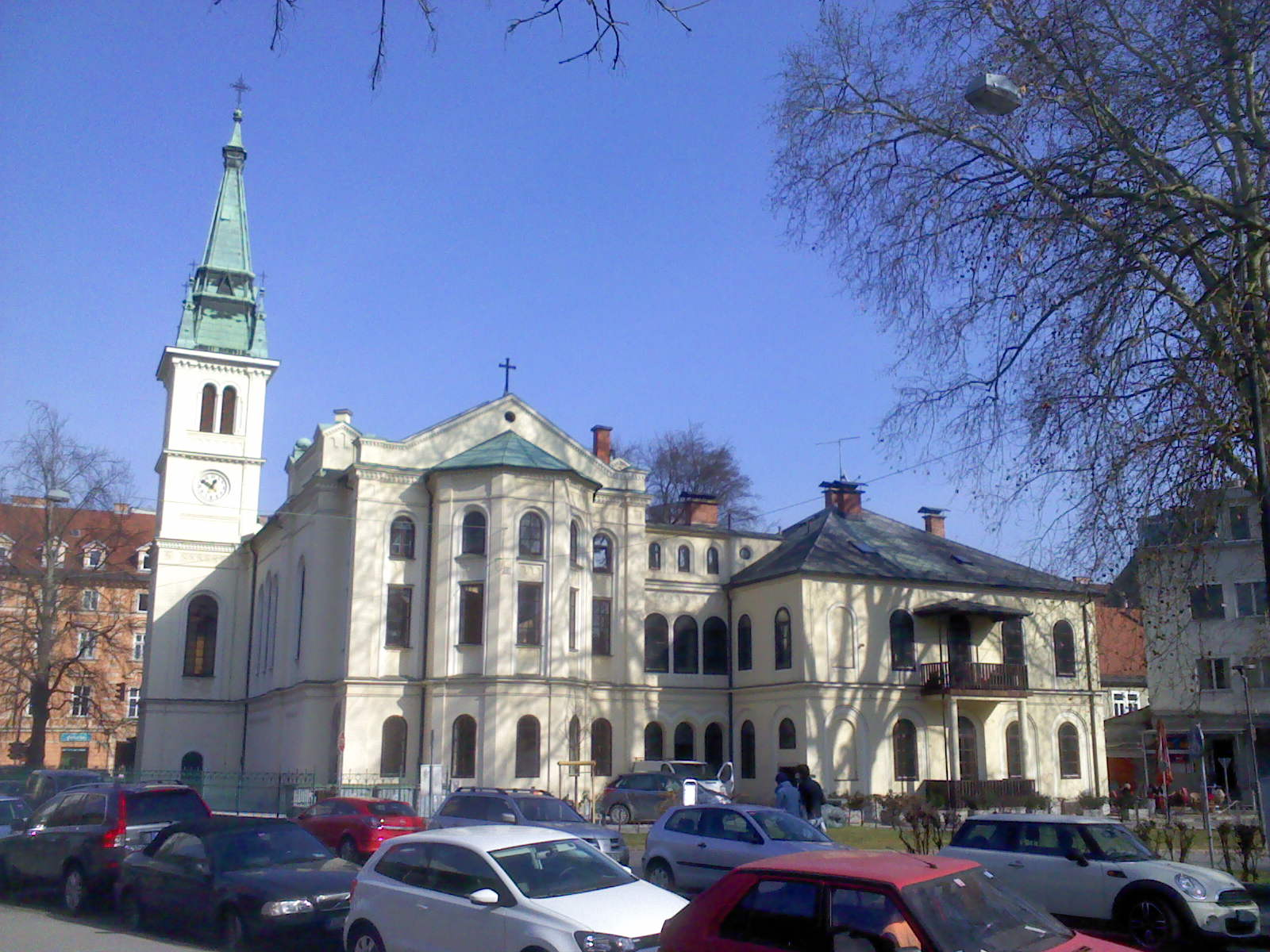
Primož-Trubar-Kirche in Ljubljana

2-€-Münze

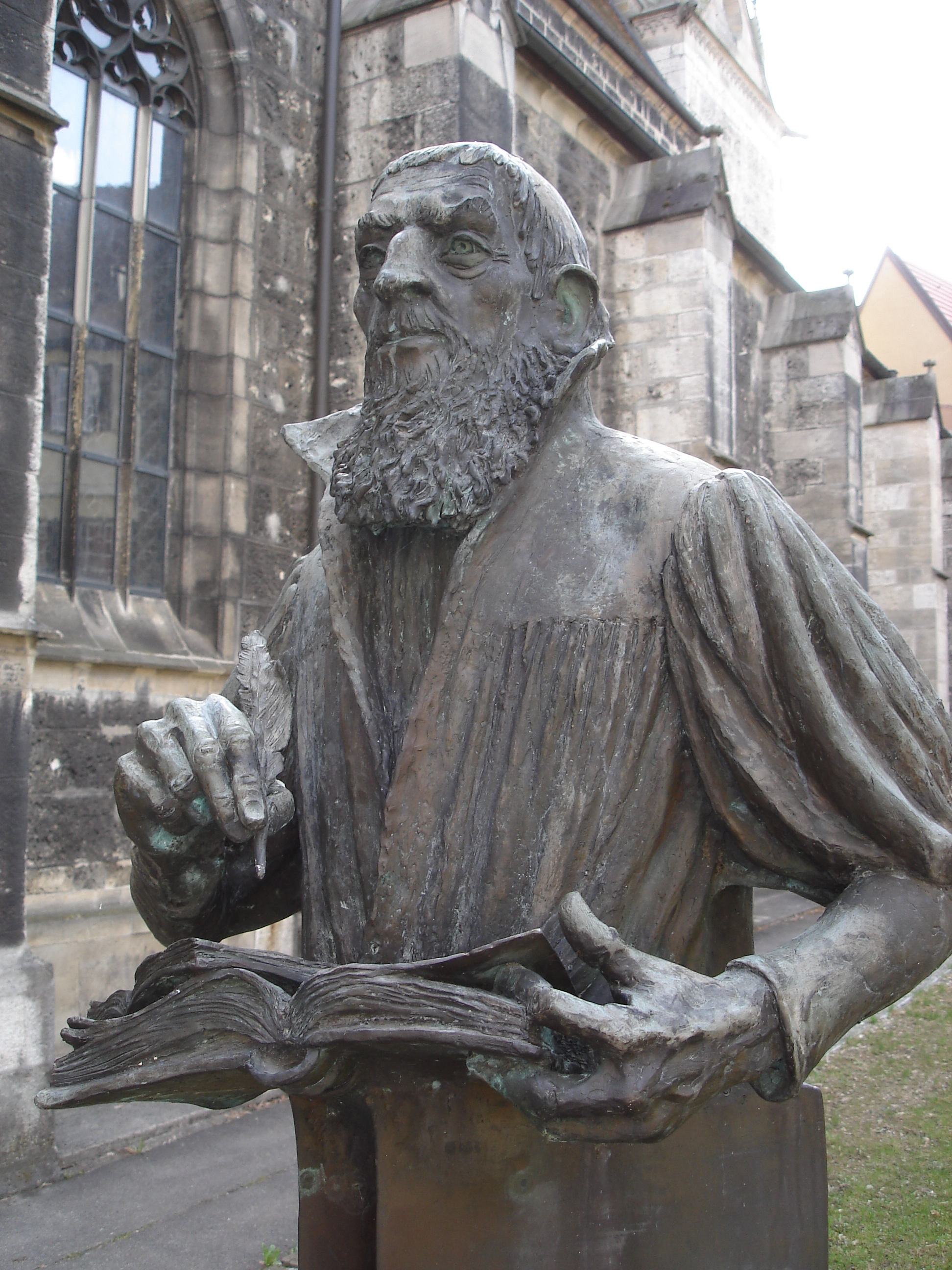
Denkmal Trubars im Uracher Stift, die Stiftskirche St. Amandus im Hintergrund.

- Trubars Bildnis findet sich auf den gewöhnlichen 1-Euro-Umlaufmünzen (seit 2007) und auf der zweiten 2-Euro-Gedenkmünze der Republik Slowenien aus dem Jahr 2008 sowie auf dem 10-Tolar-Schein[10] der früheren slowenischen Währung (ab 1992).
- In Tübingen-Derendingen ist eine Straße und das evangelische Gemeindehaus nach ihm benannt.
- In Ljubljana sind die evangelische Kirche und der Trubar-Park mit dem Trubar-Denkmal nach ihm benannt. Ein weiteres Denkmal von Boris Kalin befindet sich in Celje.
- An der evangelischen St.-Mang-Kirche in Kempten (Allgäu), wo Truber von 1553 bis 1561 Pfarrer war, wurde zu seinem 500. Geburtstag eine Bronzetafel mit einem Reliefporträt Trubers an der Südfassade angebracht. Sie ist ein Geschenk des slowenischen Bildhauers Mirsad Begič, nach dessen Truber-Büste auch die slowenische 2-Euro-Gedenkmünze von 2008 gestaltet wurde. Begič schenkte der Gemeinde noch eine zweite Tafel, die den Kirchenpatron St. Magnus zeigt.
- Die Stadt Rothenburg ob der Tauber ehrte Trubar zu seinem 500. Geburtstag mit der Benennung eines Hofes.[11] Auch in einer Reihe weiterer süddeutscher Städte finden sich Spuren seines Wirkens.[12][13]
- Im Innenhof des Uracher Stifts steht eine lebensgroße Bronzestatue Trubars.

## Werke (Auswahl)
- Abecedarium vnd der klein Catechismus in der Windischen Sprach = Ane Buquice, is tih se ty mladi inu preprosti Slouenci mogo lahku vkratkim zhasu brati nauuzhiti. Vtih so tudi ty vegshy stuki te kerszhanske vere im ane molytue, te so prepisane od aniga Peryatila vseh Slouenzou. Gedruckt in Sybenburgen [i. e. Schwäbisch Hall] durch Jernei Skuryaniz [i. e. Peter Frentz], [1550], OCLC 447181945, urn:nbn:si:DOC-ZE4UEJL0 (26 S.).
- Abecedarium. Trofenik, Muenchen ca. 1970, OCLC 310808605 (Nachdruck der Ausgabe 1555).
- Catechismus : v slouenskim iesiku sano kratko sastopno islago. [in slowenischer Sprache gedruckt durch Ulrich Morhart 1555], urn:nbn:si:DOC-YWVRXRGL.
- Zbrana dela Primoža Trubarja. Bearb. von Fanika Krajnc-Vrečko, Jonatan Vinkler, Igor Grdina, Oto Norčič. Teil 1–4. Rokus, Ljubljana 2002–06, ISBN 961-209-343-1 (Werkausgabe; slowenisch. Nova revija zal., 2007, OCLC 891484424, elektron. Ressource; weitere Teile mit eigener ISBN).
  - Teil 1: Catechismus, 1550; Abecedarium, 1550; Abecedarivm, 1555; Catechismvs, 1555; Abecedarivm, 1566. Uredila, transkribirala, prevedla Fanika Krajnc-Vrecko. 2002 (Nachdruck der Ausg. 1550, 1555 und 1566). Eurotrade print, Murska Sobota 2002.
  - Teil 2: Ta celi catechismus s kratko zastopno izlago, 1567, doi:10.3931/e-rara-79802 (Digitalisat auf e-rara); Catechismus z dveima izlagama, 1575. Fanika Krajnc-Vrečko: K drugi knjigi zbranih del Primoža Trubarja. Mond Grafika, 2003.
  - Teil 3: Articuli oli deili te prave, stare vere kersčanske, 1562; Cerkovna ordninga, 1564; Ta slovenski kolendar, kir vselei terpi, 1557, 1582. Uredil, transkribiral, prevedel Jonatan Vinkler. Jonatan Vinkler: Slovenska protestantska veroizpoved in cerkveni red za vse dni v letu : k tretji knjigi Zbranih del Primoža Trubarja. Pleško, Ljubljana 2005.
  - Teil 4: Ena molitov tih kersčenikov, 1555; Ene duhovne peisni, 1563; Ena duhovska peissen zubper Turke inu vse sovražnike te cerqve božye, 1567; Eni psalmi, ta celi catehismus inu tih vegših gody stare inu nove kersčanske peisni, 1567; Ta celi catehismus, eni psalmi inu tih vegših godii stare inu nove kersčanske peisni, 1574; Try duhovske peissni, 1575; Ta pervi psalm ž nega triiemi izlagami, 1579. Transkribiral, uredil, prevedel in spremno študijo napisal Jonatan Vinkler. Jonatan Vinkler: Trden grad je naš Gospod. K četrti knjigi Zbranih del Primoža Trubarja. Pleško, Ljubljana 2006.
  - Teil 6: Ta celi Novi testament, 1582. Transkribirala, prevedla in spremno besedo napisala Fanika Krajnc-Vrečko. Opombe in komentarje napisali Fanika Krajnc-Vrečko, Edi Vrečko in Jonatan Vinkler. Pedagoški inštitut, Ljubljana 2010, ISBN 978-961-270-042-3 (eingeschränkte Vorschau in der Google-Buchsuche).
  - Teil 7: Ta celi Novi testament. II, 1582. Transkribirala, prevedla, opombe, komentarje in spremno besedo napisala Fanika Krajnc-Vrečko (ur.). Pedagoški inštitut, Ljubljana 2014, ISBN 978-961-270-215-1.
  - Teil 8: Tiga Noviga testamenta ena dolga predguvor, 1557; En regišter, ena kratka postila, 1558. Transkribiral, prevedel in spremno besedo napisal Jonatan Vinkler. Pedagoški inštitut, Ljubljana 2012, ISBN 978-961-270-141-3.
  - Teil 11: Nemški spisi. 1550–1581. Prevedel, opombe, komentarje in spremno besedo napisal Edvard Vrečko. Pedagoški inštitut, Ljubljana 2011, ISBN 978-961-270-101-7.
- Ta pervi deil tiga noviga testamenta, 1557, doi:10.3931/e-rara-79377 (Digitalisat auf e-rara).
- Katehismus. Edna malahna kniga ... : Catechismus, mit Außlegung, in der Syruischen Sprach, 1561, doi:10.3931/e-rara-79803 (Digitalisat auf e-rara).
- (Übersetzung:) Artikuli ili deli prave stare krstjanske vere. Confessio oder bekanntnuß des glaubens. Tübingen 1562, doi:10.3931/e-rara-79378 (Digitalisat auf e-rara; Confessio Augustana in Kroatisch).

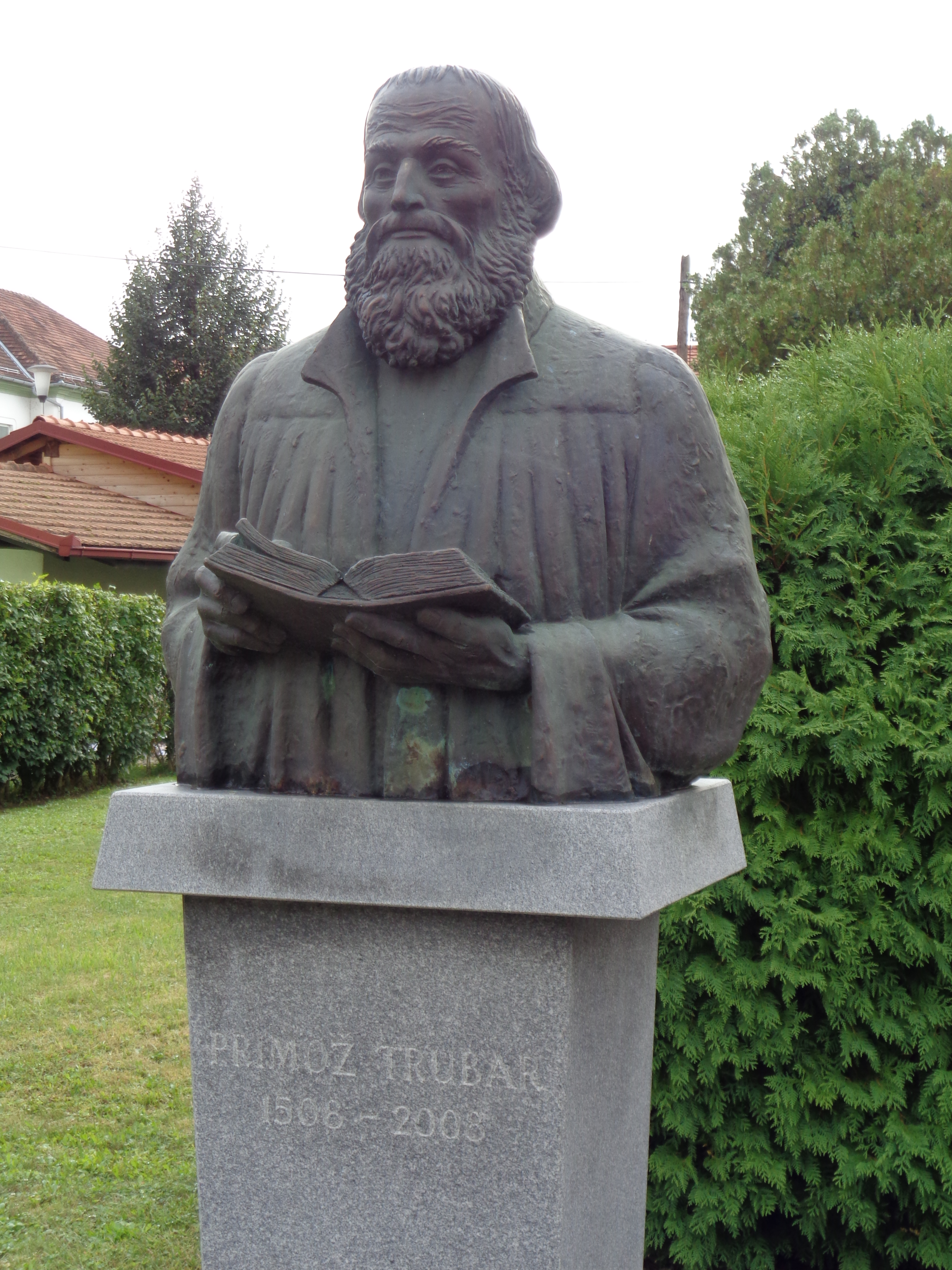
Büste Trubars in Lendava

- Postila to est, kratko istlmačenǵe vsih' nedelskih' evanéliov', i poglaviteih' prazdnikov, skrozi vse leto, sada naiprvo cirulickimi slovi štampana : Kurtze auszlegung über die Sontags vnd der fürnembsten Fest Euangelia durch das gantz jar jetzt erstlich in crobatischer sprach mit Cirulischen bůchstaben getruckt. Tübingen 1563, doi:10.3931/e-rara-79379 (Digitalisat auf e-rara)